# Односи Србије и Непала
Србија и Непал успостављају званичне дипломатске односе 1959. године. Седиште српског амбасадора је у Њу Делхију у Индији.

## Односи
Први контакти успостављени су 1959. године између тадашње Социјалистичке Федеративне Републике Југославије и Краљевине Непал. Споразум о привредној и техничкој сарадњи између двеју држава је потписан 1965. године, а исте године је потписан и трговински споразум, који је ратификован годину дана касније. Југославија и Непал су 24. септембра 1975. године потписали споразум о научнотехничкој сарадњи који је ратификован 12. фебруара 1976, а ступио на снагу 2. јуна исте године.
Вук Јеремић, министар спољних послова Србије посетио је Непал у октобру 2011. године, где се састао са премијером Бабурамом Батарајем и министром спољних послова Нарајаном Каџијем Шрестом. У мају 2012, министри иностраних послова двеју држава су имали билатералне сусрете у Шарм ел Шеику.
Током 2020. године економска размена је била 80.000 долара. У Србију је увезена роба у вредности од 23.000, а извезена у вредности од 56.000 америчких долара.
Непал подржава територијални интегритет и суверенитет Србије и не признаје независност Косова. Непал је чланица покрета Несврстаних, организације у којој је бивша Југославија била доста утицајна.

## Поређење
|                     | Србија                                                                                 | Непал                                                                               |
| ------------------- | -------------------------------------------------------------------------------------- | ----------------------------------------------------------------------------------- |
| Становништво        | 9.024.734 (без Северног Косова) - 7.186.862 (без КиМ)                                  | 26.494.504                                                                          |
| Површина            | 88.361 km²                                                                             | 147.181 km²                                                                         |
| Густина насељености | 92/km²                                                                                 | 180/km²                                                                             |
| Престоница          | Београд - 1.233.796 (1.659.440 шире подручје) (2011)                                   | Катманду - 1.003.285 (2.500.000 шире подручје) (2011)                               |
| Облик владавине     | Парламентарна република                                                                | Парламентарна република                                                             |
| Званични језик      | Српски                                                                                 | Непалски                                                                            |
| Вероисповест        | 84,59% Православље, 4,97% Католицизам, 3,1% Ислам, 0,99% Протестантизам, 1,11% атеисти | 80,7% Хиндуизам, 10.3% Будизам, 4.6% Ислам, 3,9% остали                             |
| Етничка структура   | 83,32% Срби, 3,53% Мађари, 2,05% Роми, 2,02% Бошњаци, 0,80% Хрвати, 8,28 остали        | 16% кшатрије, 13% брамани, 7% Магари, 6,75% Тару и још педесетак етничких заједница |
| БДП (по становнику) | 12.605 $ (2014)                                                                        | $2,310 $ (2013)                                                                     |